# Хасенов, Мукаш
Мукаш Хасенов — советский хозяйственный, государственный и политический деятель.

## Биография
Родился в 1904 году. Член ВКП(б).
С 1927 года — на хозяйственной, общественной и политической работе. В 1927—1960 гг. — секретарь аульного Совета № 9, секретарь Исполнительного комитета Теренгульского районного Совета, счетовод Павлодарской районной конторы «Союзхлеб», председатель Правления сельскохозяйственного кооператива, заместитель директора совхоза, директор Кировской межобластной школы механизации сельского хозяйства, заместитель заведующего Сельскохозяйственным отделом Восточно-Казахстанского областного комитета КП(б) Казахстана, 1-й секретарь Чингистауского районного комитета КП(б) Казахстана, заведующий Сектором совхозных кадров ЦК КП(б) Казахстана,
секретарь Восточно-Казахстанского областного комитета КП(б) Казахстана по кадрам, 2-й секретарь Восточно-Казахстанского областного комитета КП(б) Казахстана, председатель Исполнительного комитета Акмолинского областного Совета, заместитель заведующего Сельскохозяйственным отделом ЦК КП Казахстана, председатель Исполнительного комитета Семипалатинского областного Совета.
Умер в 1960 году.